# Ernst Reyer
Ernst Reyer (* 1947 in Innsbruck) ist ein österreichischer Maler.

## Biografie
Reyer ergriff den grafischen Lehrberuf eines Positiv-Retuscheurs. 1976 wurde er an der Akademie der bildenden Künste Wien bei Lois Egg für den Bereich Bühnenbild aufgenommen. Nach dem Diplomabschluss 1980 wurde er Hausgrafiker in einer niederösterreichischen Druckerei. 1982 kehrte er nach Innsbruck zurück und begann, sich auf das Zeichnen, die Malerei und die Plastik zu konzentrieren. 1984 lernte Ernst Reyer seine spätere Frau Silvia Völlenklee kennen. Ernst Reyer lebt und arbeitet in Birgitz bei Innsbruck.

## Einzelausstellungen
- 1984–2017  Galerie Thomas Flora, Innsbruck (11 Ausstellungen)[1]
- 1988 Galerie Marktschlösschen, Halle a. S.
- 1988 Tiroler Kunstpavillon, Innsbruck
- 1989 Augustinermuseum, Freiburg, BRD
- 1992 ORF-Funkhaus, Innsbruck
- 1998 Stadtturmgalerie, Innsbruck
- 2000 Galerie Schmid, Reith i. Alpachtal

## Veröffentlichungen
- Bilder aus dem Bleiernen Meer, Selbstverlag, 1996, gefördert durch: Kulturabteilung der Tiroler Landesregierung, Bundesministerium für Wissenschaft, Forschung und Kunst, Stadt Innsbruck
- Die Zeit, Hamburg
- Der Standard, Wien (über mehrere Jahre)
- Das Fenster, Innsbruck
- Inn, Innsbruck
- Vernissage, Wien
- Spuren; Klangspuren, Schwaz/Innsbruck, Text über E. T. A. Hoffmann
- Gezeichneter Film Das Mafalda-Komplott, zusammen mit Bert Breit; Gesendet in ORF und 3sat 1992